# Argophyllum
Argophyllum, biljni rod iz porodice Argophyllaceae, dio reda zvjezdanolike. Rod je raširen po istočnoj Australiji i Novoj Kaledoniji, a čine ga desetak vrsta grmova i manjeg drveća.

## Vrste
1. Argophyllum brevipetalum Guillaumin
2. Argophyllum cryptophlebum Zemann
3. Argophyllum curtum A.R.Bean & P.I.Forst.
4. Argophyllum ellipticum Labill.
5. Argophyllum ferrugineum A.R.Bean & P.I.Forst.
6. Argophyllum grunowii Zahlbr.
7. Argophyllum heterodontum A.R.Bean & P.I.Forst.
8. Argophyllum iridescens A.R.Bean & P.I.Forst.
9. Argophyllum jagonis A.R.Bean & P.I.Forst.
10. Argophyllum lejourdanii F.Muell.
11. Argophyllum loxotrichum A.R.Bean & P.I.Forst.
12. Argophyllum montanum Schltr.
13. Argophyllum nitidum J.R.Forst. & G.Forst.
14. Argophyllum nullumense R.T.Baker
15. Argophyllum palumense A.R.Bean & P.I.Forst.
16. Argophyllum verae P.I.Forst.
17. Argophyllum vernicosum Däniker